# Малая Ашка
Малая Ашка — река на Среднем Урале, приток Большой Ашки.
Исток на территории Горноуральского городского округа Свердловской области, примерно в 10 км на северо-запад от посёлка Синегорский. Течёт по территории округа преимущественно на юго-юго-запад, нижнее течение и устье на территории муниципального образования «город Нижний Тагил». Впадает в Большую Ашку справа, в 25 км от её устья. Длина реки 17 км.

## Данные водного реестра
По данным государственного водного реестра России, река Малая Ашка относится к Камскому бассейновому округу, речной бассейн — Кама, подбассейн — Кама до Куйбышевского водохранилища (без бассейнов рек Белой и Вятки), водохозяйственный участок — Чусовая от города Ревды до в/п посёлка Кын.
Код объекта в государственном водном реестре —10010100612111100010737.